# Атанас Въжаров
Атанас Николов Въжаров е български адвокат, 29-и кмет на Бургас от 4 март до 19 март 1908 година.

## Биография
Роден е в котленското село Медвен. В периода 1903 – 1907 г. е общински съветник в Бургас. Става кмет на града на 4 март 1908 г. На 14 март 1908 г. бургаският окръжен управител обявява избора му за неправилен.